# コルクバット
野球において、コルクバット（英: corked bat）とは、軽量化の目的で、コルクなどの軽量で密度の低い物質を充填した特殊な改造バットである。軽量なバットは、スイングスピードを向上させ、バッターのタイミングを改善する可能性がある。バットにコルクを充填すると「トランポリン効果」と呼ばれる現象により、打球の飛距離が伸びるという考えが一般的であったが、物理学の研究者により、コルクバットが直接的に飛距離を伸ばすという効果については、否定されている。メジャーリーグでは、異物を用いてバットを改造し、プレーに使用することは反則行為であり、退場処分や追加制裁などの罰則の対象となる。

## バットの改造
コルクバットは、一般的には、バットの太い端から直径約0.5インチ (13 mm)の穴を、約6インチ (15 cm)の深さで開け、粉砕したコルク、スーパーボールやおがくずといった材料を穴に詰めた後、接着剤とおがくずで栓をして作成される。ただし、この改造によりバットの構造健全性が損なわれ、折れやすくなるデメリットが生じる。コルクを詰める穴をより深くすることで、そのリスクも増大する。そのため、ボールのインパクトの瞬間にバットが折れ、結果的にコルクバットが発覚することもある。

## メジャーリーグ
コルクバットの使用は、以下のメジャーリーグ（MLB）のルールブックにおける規則6.03 (a)(5)の違反行為に該当する。

次の場合、打者は反則行為でアウトとなる。
(5) 飛距離の向上、あるいは、異常な反発を生じさせる、改造や変更が行われたと審判の判断するバットを使用、または、その使用を試みた場合。この改造には、バットへの詰め物、表面をフラットに加工する、釘を打ち付ける、内部の空洞化、溝をつける、パラフィンやワックスといった物質を使ったコーティングなどがある。（MLB公式ルールブック、規則6.03(a)）

### 使用の効果
コルクバットに使用される素材が「トランポリン効果」を発生させ、通常のバットよりも飛距離が伸びると一般的には考えられてきたが、研究では、この考えは否定されている。コルクバットの他の利点として考えられることは、バットの重量への影響である。通常のバットと比べて軽量となることで、スイングスピードの向上が見込まれるが、同時にボール衝突後の跳ね返り速度へ悪影響を与えるため、スイングスピードで得られる利点を、結果的に相殺することとなる。ただし、スイングの始動を一瞬遅らせることができるため、より正確な打撃へ寄与する可能性がある。

### 使用の歴史
1970年以降、コルクバットの使用が発覚した選手は以下の6名である。
| 選手名                        | チーム                         | 日付          | 出場 停止 | 不正                           | 不正の釈明                                    | 出典         |
| ----------------------------- | ------------------------------ | ------------- | --------- | ------------------------------ | --------------------------------------------- | ------------ |
| サミー・ソーサ                | シカゴ・カブス                 | 2003年6月3日  | 8試合     | コルクバット                   | バッティング練習用のバット                    | [ 7 ]        |
| ウィルトン・ゲレーロ (英語版) | ロサンゼルス・ドジャース       | 1997年6月1日  | 8試合     | コルクバット                   | 不明                                          |              |
| クリス・セイボー              | シンシナティ・レッズ           | 1996年7月29日 | 7試合     | コルクバット                   | チームメイトから借りたバット                  | [ 8 ]        |
| アルバート・ベル              | クリーブランド・ガーディアンズ | 1994年7月15日 | 7試合     | コルクバット                   | 不明                                          | [ 8 ]        |
| ビリー・ハッチャー            | ヒューストン・アストロズ       | 1987年8月31日 | 10日間    | コルクバット                   | ピッチャー（デーブ・スミス）から 借りたバット | [ 8 ]        |
| グレイグ・ネトルズ            | ニューヨーク・ヤンキース       | 1974年9月7日  | 処分なし  | バット内に6個の スーパーボール | ファンからのプレゼントで貰ったバット          | [ 9 ] [ 10 ] |

加えて、メジャーリーグの元選手で監督のフィル・ガーナーは、2010年1月にヒューストンのラジオに出演した際、ゲイロード・ペリーとの対戦でコルクバットを用いてホームランを打ったことがあると語っている。
また、2010年、スポーツ専門のウェブメディア、Deadspinは、ピート・ローズがタイ・カッブの通算安打記録を抜いた1985年シーズンの試合で使用していた、2人のコレクターが所有するバットにX線検査をしたところ、コルクバットの証拠となる特徴が確認されたと報じた。